# División de Ciencias de la Salud (UQROO)
La División de Ciencias de la Salud (DCS-UQROO) es una división académica de la Universidad de Quintana Roo, situada a 10 minutos de la unidad académica de Chetumal, la cual alberga a las carreras de Medicina, Enfermería y Farmacia. Es la única división académica en integrar simultáneamente a tres licenciaturas en el estudio de las ciencias de la salud en la región sureste de México. Por su cercanía geográfica posee una población estudiantil considerable de Belice, Centro y Sudamérica.
Junto con la Benemérita Universidad Autónoma de Puebla (Facultad de Ciencias Químicas), la Universidad Autónoma del Estado de Hidalgo (Instituto de Ciencias de la Salud), la Universidad Autónoma del Estado de Morelos (Facultad de Farmacia), la Universidad Nacional Autónoma de México (FES Cuatitlán), y la Universidad de las Américas de Puebla (Escuela de Ciencias) es una de las únicas 6 instituciones de educación superior públicas que imparten la Licenciatura de Farmacia en la República Mexicana, convirtiéndola igualmente en la única en albergarla en la región de la Península de Yucatán.

## Historia
Los planes de crear una división de ciencias de la salud en la Universidad de Quintana Roo, datan del 2006. En 2007, el Gobierno del Estado de Quintana Roo propuso la creación de la división académica a dicha Universidad. En mayo de 2008, se conformó el Comité de Diseño Curricular. En noviembre de 2008, el Consejo Universitario autorizó la creación de la DCS-UQROO, el presupuesto y la oferta académica con las tres carreras.
La primera generación de estudiantes de las tres carreras de la DCS-UQROO comenzó sus primeras cátedras el lunes 31 de agosto de 2009 en la unidad académica de Chetumal; estaba conformada por 97 alumnos de Medicina, 38 de Enfermería y 26 de Farmacia. Sin embargo, el nuevo edificio de la DCS-UQROO (y al cual se trasladaría posteriormente todo el personal administrativo, académico y estudiantes) fue formalmente inaugurado el sábado 23 de octubre de 2010. En diciembre de 2010, se autoriza la apertura de las especialidades médicas en conjunto con el IMSS.
En sus inicios, la división recibió críticas por carecer de modelos cadavéricos y anfiteatro para la impartición de las clases de anatomía y en su lugar emplear modelos de simulación médica, sin embargo, en diciembre de 2012, se llevó a cabo la primera intervención laparoscópica (colecistectomía) con modelo porcino en las instalaciones de DCS-UQROO.
En septiembre de 2013, se informó la apertura de otras carreras a futuro en una división de salud con sede en Cancún: Ingeniería Biomédica, Ingeniería Bioinformática e Ingeniería Genómica.
Para esas mismas fechas,  tres alumnos destacados de la División fueron seleccionados para participar en el Verano de Investigación y posteriormente fueron acreedores de una estancia de intercambio en la Escuela Superior de Medicina del Instituto Politécnico Nacional. Dichos alumnos fueron Anthony Steven Rublee Insignares,  María del Carmen Peniche Lozano y Luis Ángel Jiménez Ramírez,  convirtiéndose en los primeros alumnos de la carrera de medicina de la División en participar en un programa de Intercambio académico. 
En octubre de 2014, egresó la primera generación de Enfermería con 3 alumnas tituladas.
En enero de 2015, el Gobierno del Estado de Quintana Roo, la Universidad de Quintana Roo, entre otras instituciones del sector salud, firmaron un convenio de profesionalización que permitirá que los egresados de DCS-UQROO puedan realizar especialidades médicas en el Hospital Regional de Alta Especialidad de la Península de Yucatán.
A finales de 2015 e inicios de 2016, las carreras de Medicina y Enfermería, obtuvieron el Nivel 1 de acreditación de los Cómites Interinstitucionales para la Evaluación de la Educación Superior (CIEES).

### Directores académicos de la DCS
- Francisco Montes de Oca Garro, 2009 - 2014
- Carlos Mariano Baeza Estrella, 2014 - 2018
- María de Lourdes Rojas Armadillo,  2018 - 2022

## Lema
El lema de la división es «Salus Publica, Salus Mea», que significa "La salud del pueblo, la salud de todos". El rey sueco Adolfo Federico (1710-1771), igualmente empleó la frase como su lema real.

## Vida escolar

### Deserción
Los índices promedios de deserción académica en el periodo 2009-2011 fueron para Medicina 2.5, para Enfermería 2.9, y para Farmacia 3.2, quedando dentro de los once índices más bajos en dicho rubro dentro de todas las carreras académicas de la Universidad de Quintana Roo. Sin embargo, las causas de deserción, a diferencia de otras divisiones académicas de la Universidad, se atribuyen a que el programa académico no cumplió las expectativas o bien a la reprobación (35% para cada una de las causas), siendo la división académica con mayor insatisfacción por sus planes de estudios dentro de las de la UQROO.

### Hábitos del sueño
En un estudio publicado en diciembre de 2014, un 63% de los estudiantes encuestados de dicha división mencionaron dormir menos de 5 horas al día.

## Instalaciones
La DCS-UQROO cuenta con una superficie de 10,500 m². El primer edificio cuenta con cuatro niveles, 16 aulas para alumnos, una sala de seminarios, una sala para trabajo académico, laboratorio de bioquímica clínica, quirófano de enseñanza, bioterio, oficina administrativa y planta de tratamientos de aguas residuales químicas. Cuenta con red inalámbrica de Internet en cada una de sus aulas, y un elevador para personas con discapacidad motora. Asimismo la arquitectura del edificio posee un diseño antihuracanes.
Cuenta con un laboratorio de simulación para la enseñanza médica con androides simuladores de alta fidelidad (High Fidelity Simulators) Asimismo, posee un laboratorio de análisis clínicos, de acceso al público en general.
La planta docente estaba conformada en noviembre de 2014 por 35 profesores de tiempo completo y 105 de asignatura.

## Oferta académica

### Pregrado

#### Licenciaturas
Carreras/licenciaturas en sistema escolarizado (2009)
- Licenciado en Medicina
- Licenciado en Enfermería
- Licenciado en Farmacia
- Licenciado en Nutrición (próximamente)

#### Ingenierías
- Ingeniería Biomédica.[16]
- Ingeniería Bioinformática.[16]
- Ingeniería Genómica.[12]

### Posgrado
Especialidades
- Especialidad en Cirugía General.
- Especialidad en Ginecología y Obstetricia.
- Especialidad en Medicina Familiar.
- Especialidad en Pediatría.
- Especialidad en Radiología.
- Especialidad en Traumatología y Ortopedia.
- Especialidad en Medicina de rehabilitación.

## Galería

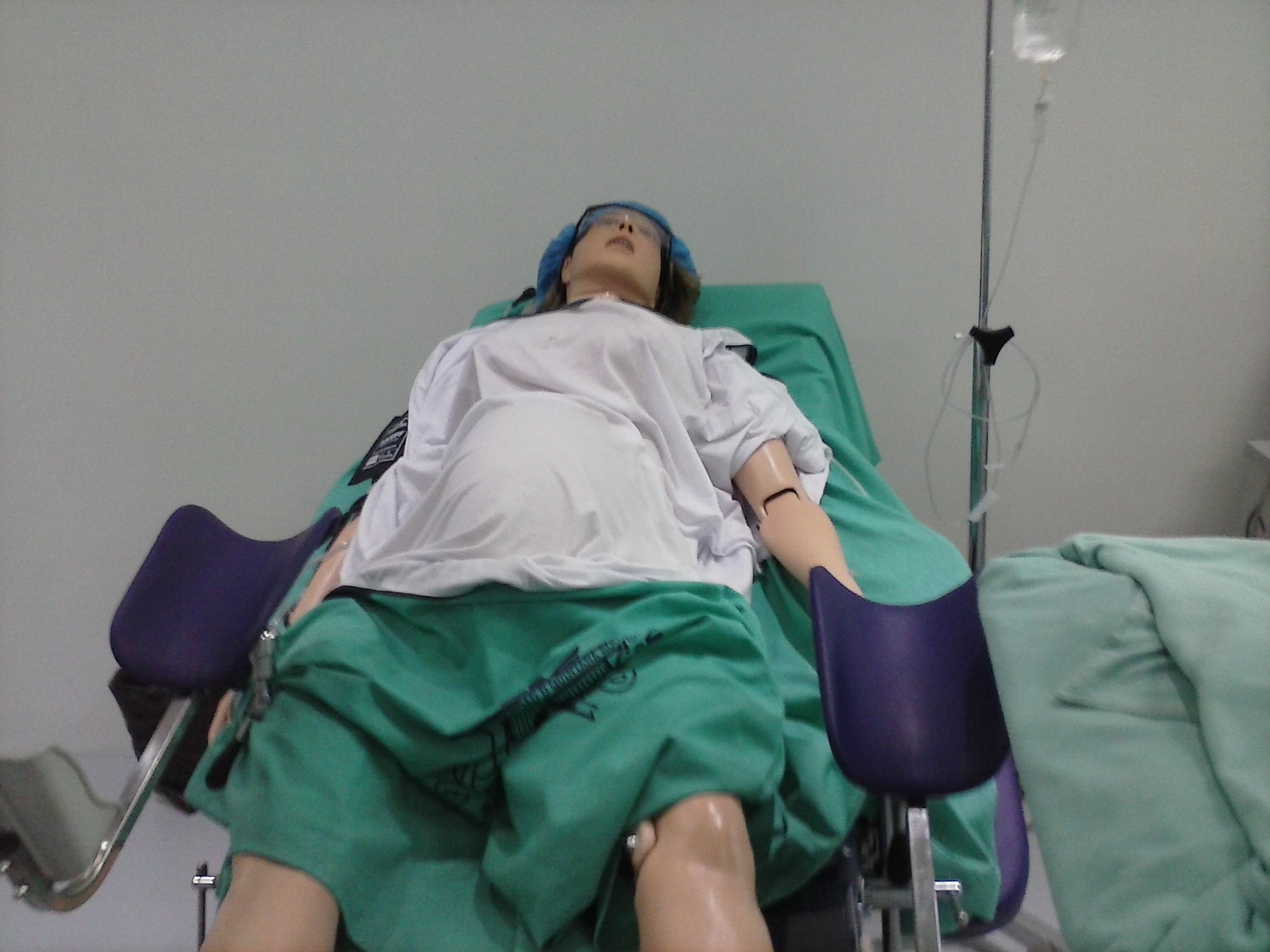
Un maniquí que simula el trabajo de parto en el Laboratorio de simulación médica (DCS-UQROO)
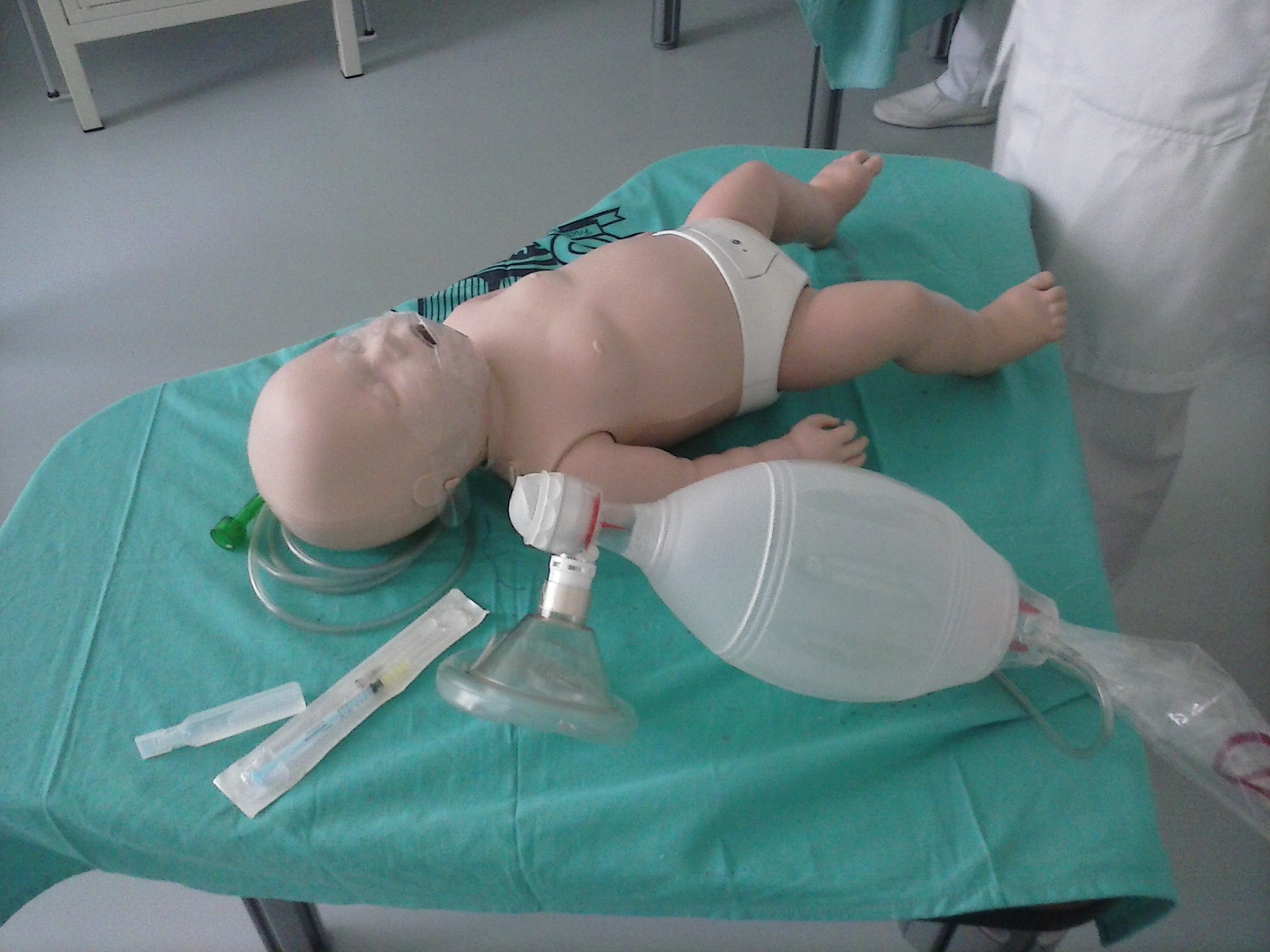
Laboratorio de simulación médica (DCS-UQROO)
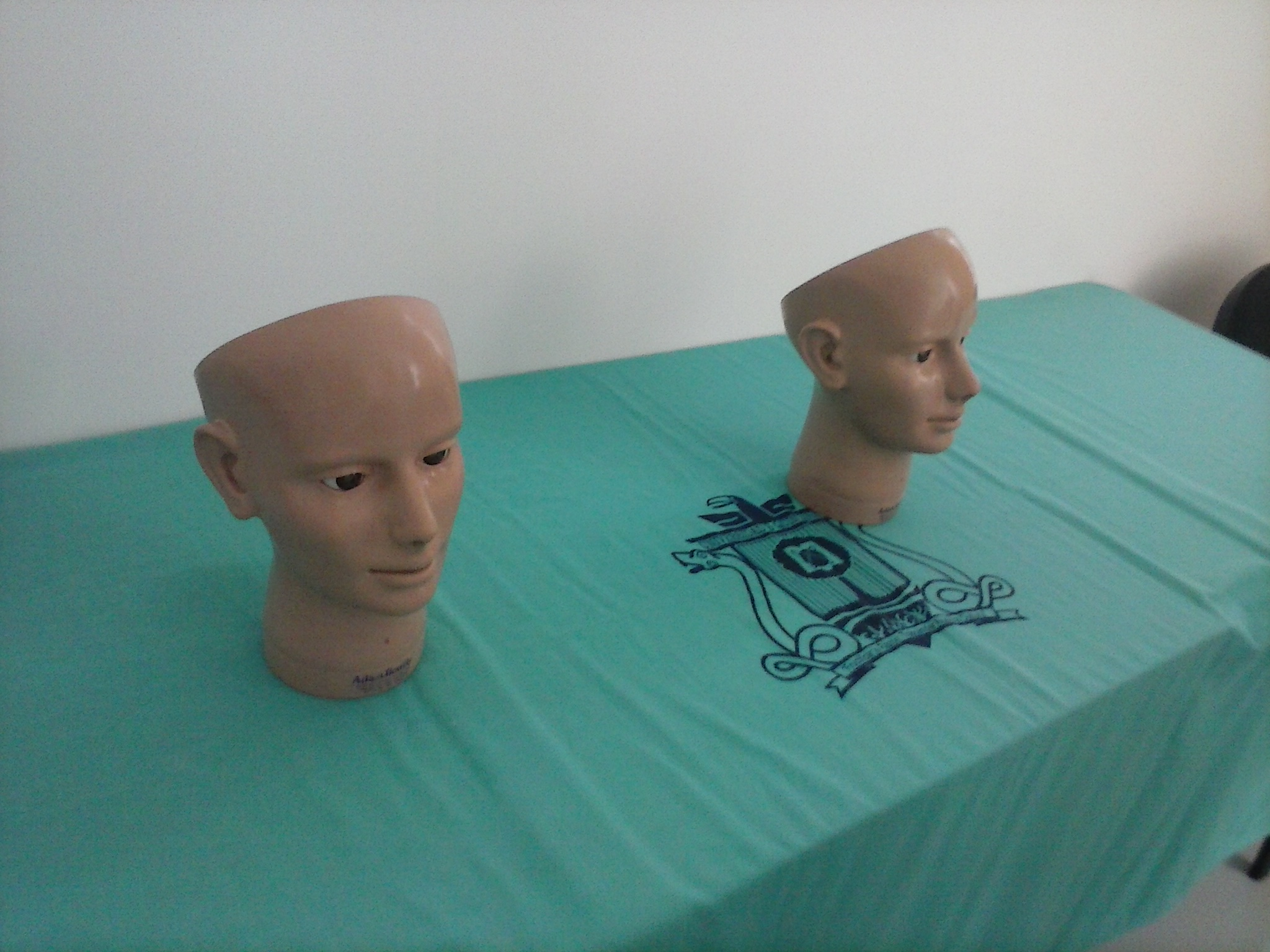
Laboratorio de simulación médica (DCS-UQROO)